# Национальный архив (Франция)
Национальный архив, также известный как Французский архив — официальный архив Франции. Здесь хранятся все документы, кроме документов Министерства обороны и Министерства иностранных дел, поскольку у них имеются свои собственные архивные службы, военно-историческая служба Министерства обороны (фр. Service historique de la défense) и дипломатический архив (фр. Archives diplomatiques) соответственно. Национальный архив имеет одну из крупнейших и важнейших архивных коллекций в мире, свидетельствующую об очень древней природе французского государства, которое существует уже более двенадцати веков.
Национальный архив был создан во время Великой французской революции в 1790 году. Указ 1794 года обязывал централизовать все частные и государственные архивы, хранящие дореволюционные документы, захваченные революционерами. Его дополнил закон, принятый в 1796 году, согласно которому в департаментах Франции были созданы департаментские архивы (фр. Archives départementales), призванные снизить нагрузку на Национальный архив в Париже. Тем самым была создана сеть французских архивов в том виде, в каком она существует сегодня. В 1800 году Национальный архив стал автономным органом французского государства. Сегодня в нём хранится около 406 километров документов (общая длина полок, поставленных рядом), и эта огромная масса документов растёт с каждым годом. Документы, хранящиеся в Национальном архиве, относятся к периоду с 625 года нашей эры до наших дней.
Национальный архив находится в ведении Управления архивов Франции министерства культуры. Национальный архив Франции также управляет департаментскими архивами, расположенными в префектурах каждого из 100 департаментов Франции, а также различными другими местными архивами. Эти департаментские и местные архивы содержат все архивы децентрализованных ветвей французского государства, а также архивы провинциальных и местных учреждений до французской революции, захваченных революционерами (парламенты, города хартии, аббатства и церкви). Таким образом, помимо документов, хранящихся в Национальном архиве, примерно вшестеро большее количество документов хранится в департаментских и местных архивах, в частности церковные и нотариальные записи, используемые специалистами по генеалогии.

## Шесть архивных центров
Из-за огромного объёма документов и записей, хранящихся в Национальном архиве, они были разделены между четырьмя архивными центрами, дополненными центром микрофильмов, служащим резервной копией на случай уничтожения оригинальных документов. Основной центр по-прежнему находится в Марэ в Париже, но в Пьерфит-сюр-Сен, в северном пригороде Парижа, был построен новый центр, и с 2012 года он является главным центром Национального архива. В помещениях, находящихся в Париже, хранятся только записи до французской революции.

### Париж

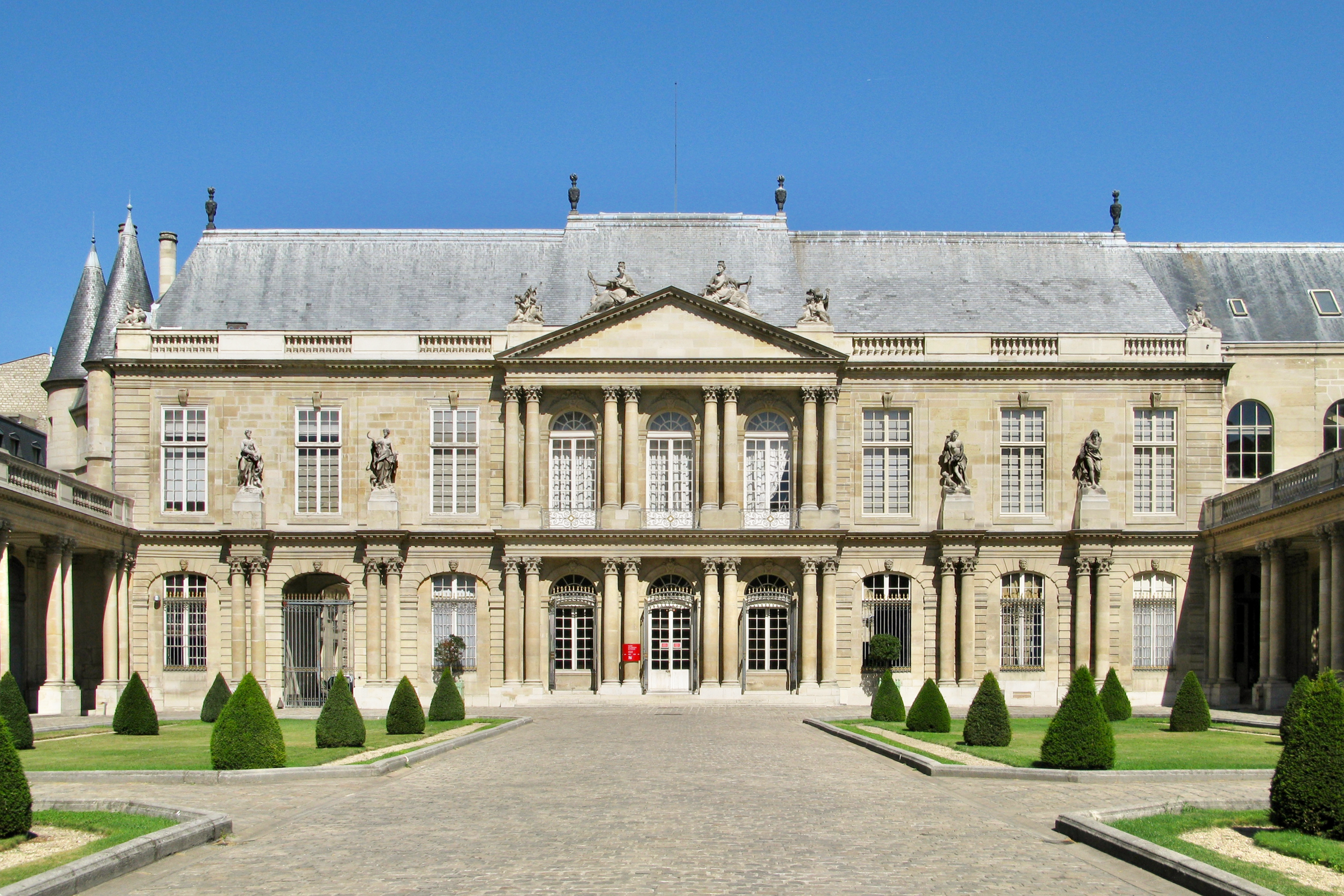
Фасад отеля Субиз, исторической штаб-квартиры Национального архива

С 1808 года Национальный архив находится в группе зданий, состоящих из отеля Субиз и отеля Роган в квартале Марэ в Париже. В этом центре хранятся все документы и записи до 1958 года (кроме документов и записей, касающихся бывших французских колоний), а также архивы глав французских государств. С 1867 года в нём также размещается Музей истории Франции.
Из-за событий Великой французской революции в Национальном архиве хранятся дореволюционные документы не только непосредственно из Парижа, но и из многих местных архивов региона Парижа; в частности, все архивы окружающих Париж аббатств (например, из аббатства Сен-Дени), архивы церквей Парижа и архивы средневековой мэрии Парижа. В Национальном архиве отсутствуют церковные записи Парижа (о крещениях, браках и захоронениях), которые были полностью уничтожены пожарами, устроенными экстремистами в конце Парижской коммуны в 1871 году.

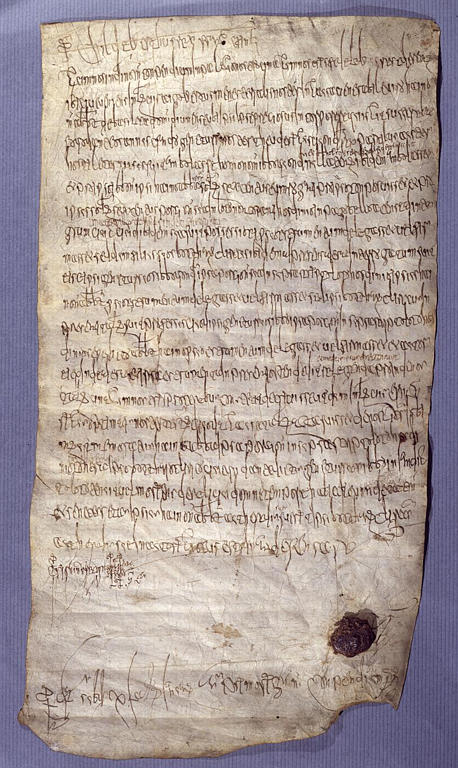
Старейший документ в Национальном архиве: пергамент, датируемый 23 декабря 695 года

Самый старый документ, хранящийся в архиве, — пергамент, датируемый 625 годом нашей эры, из архивов аббатства Сен-Дени, изъятых во время Французской революции. Этот папирус подтверждает предоставление земли аббатству Сен-Дени королём Хлотарем II. Он является самым старым оригиналом, хранящимся в Национальном архиве, хотя в нём есть средневековые копии более ранних записей, датируемых 528 годом нашей эры (но не оригиналы).

Всего в Национальном архиве хранится 47 оригиналов документов периода Меровингов (закончился в 751 году). В нём также хранится 5 оригинальных документов времён правления Пипина Короткого (751—768), 31 — времён Карла Великого (768—814), 28 — Людовика Благочестивого (814—840), 69 — Карла Лысого (840—877), 1 — Гуго Капета (987—996), 21 — Роберта Благочестивого (996—1031). Дальше количество оригиналов быстро увеличивается; например, со времён правления Филиппа II Августа (1180—1223) хранится более тысячи оригиналов документов, а со времён Людовика IX (1226—1270) — несколько тысяч. В Национальном архиве также хранится оригинал Декларации прав человека и гражданина 1789 года, который использовался для распространения среди политического сообщества первой в истории Франции Конституции и представляет собой первую печатную версию этого текста. В 2003 году этот документ был включён в реестр программы ЮНЕСКО «Память мира» в знак признания его исторического значения.

### Фонтенбло
Центр современных архивов (фр. Centre des archives contemporaines, или CAC), поначалу называвшийся Cité interministérielle des archives, был открыт в Фонтенбло в 1969 году. Это хранилище документов, изданных французским государством с 1958 года (основания Пятой республики).

### Экс
Национальный зарубежный архив (фр. Archives nationales d'outre-mer или ANOM), первоначально называвшийся Центром зарубежных архивов (фр. Centre des archives d'outre-mer), был открыт в Экс-ан-Провансе в 1966 году. В нём хранятся архивы министерств, ведавших французскими колониями и Алжиром до 1960-х годов (например, министерством колоний), а также архивы, переданные из французских колоний и Алжира в период обретения ими независимости между 1954 и 1962 годами. ANOM также хранит частные и корпоративные архивы, связанные с бывшими французскими колониями и Алжиром. В ANOM хранятся архивы с XVII по XX век из более чем 40 ныне независимых стран на пяти континентах. Архивы Туниса и Марокко, которые были протекторатами, а не колониями, хранятся Министерством иностранных дел в его дипломатических архивах.
В дополнение к этому архив ANOM также хранит 60 тыс. карт и планов, относящихся к XVII веку, 150 тыс. фотографий, 20 тыс. открыток и 100 тыс. книг.

### Рубе
Национальный мировой трудовой архив (фр. Archives nationales du monde du travail, или ANMT), первоначально называвшийся Центр мировых трудовых архивов (фр. Centre des archives du monde du travail), был открыт в Рубе в 1993 году. В нём хранятся архивы предприятий, профсоюзов, ассоциаций и обществ, а также архитекторов. Большинство архивов в этом центре частные.

### Сен-Жиль
Национальный центр микрофильмов (фр. Centre national du microfilm) был открыт в замке д’Эспейран в Сен-Жиле (департамент Гар) в 1973 году. В нём хранится около 61 миллиона микроформ оригинальных документов, находящихся в других архивных центрах, как национальных, так и ведомственных, на случай, если исходные документы будут уничтожены.

### Пьерфит-сюр-Сен
В 2004 году было принято решение о строительстве нового национального архивного центра в северном пригороде Парижа Пьерфит-сюр-Сен. Он был открыт в январе 2013 года. Этот архив, являющийся одним из самых больших складских помещений в мире, призван стать главным центром Национального архива. В нём хранятся архивы центрального государства Франции, начиная с 1790 года (архивы до Великой французской революции останутся в Париже).
В центр в Пьерфит-сюр-Сен будут перемещены документы из Парижа и из Фонтенбло, что снизит нагрузку на оба эти центра. Отныне он будет получать все новые документы в течение следующих 30 лет после его открытия. Здание центра было спроектировано итальянским архитектором Массимилиано Фуксасом и открыто в январе 2013 года.
Архив в Париже останется хранилищем дореволюционных документов и нотариальных записей Парижа, в то время как архив в Фонтенбло будет хранить современные документы.